# Cvikov (okres Česká Lípa)
Cvikov (německy Zwickau in Böhmen) je město v okrese Česká Lípa v Libereckém kraji, zhruba šest kilometrů severovýchodně od Nového Boru, na území chráněné krajinné oblasti Lužické hory při její jižní hranici. Žije v něm přibližně 4 600 obyvatel.

## Historie
První osada zde vznikla na obou stranách Boberského potoka v 13. století. Z roku 1352 pochází první písemná zmínka. Osada pod názvem Czwykaia byla uvedena v seznamech papežského desátku. Tou dobou už zde existoval farní kostel svaté Alžběty. V roce 1391 se vesnice dočkala povýšení na město. V 14. století se zde na obchodní cestě z Lípy do Žitavy soustřeďoval obchod i mnohá řemesla.

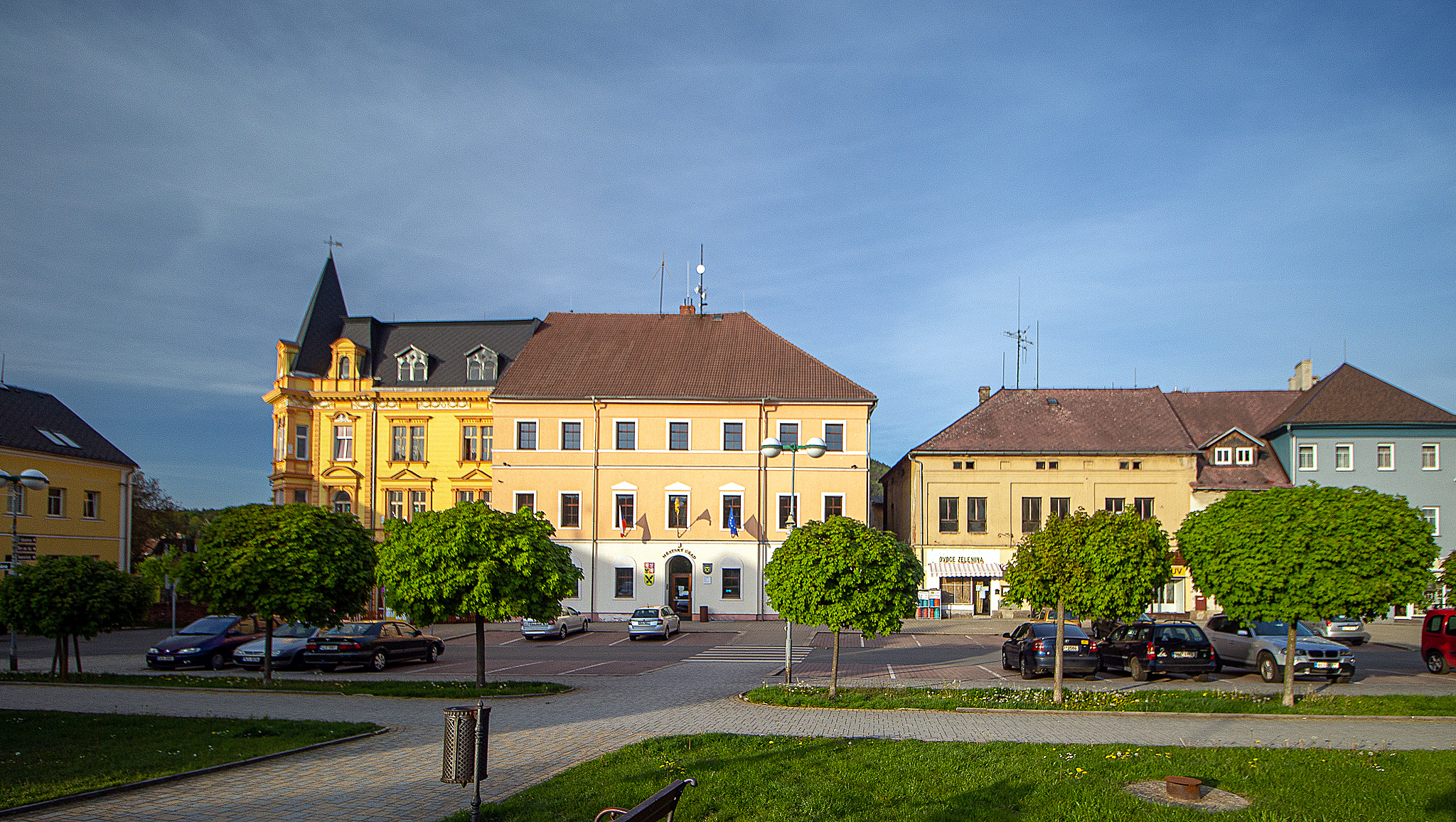
Nová radnice na náměstí Osvobození

V letech 1553 až 1558 zde byla postavena věž z pískovce nalámaného na Dutém kameni. Roku 1634 postihl městečko požár a téměř shořelo. V roce 1680 po morové epidemii zde došlo k velkému povstání sedláků, kterých se zde z okolních dvaceti obcí shromáždilo asi 1 200. Na Zeleném vrchu se vydrželi dva dny bránit vojsku generála Piccolominiho. V roce 1697 byl na náměstí města postaven pískovcový morový sloup, později přestěhovaný ke kostelu. V roce 1728 byla na náměstí postavena řada kamenných domů a na Křížovém vrchu-Kalvárii vznikla křížová cesta ke kostelu. V té době již na vrcholu kopce stála poustevna, první z kaplí cesty byla dostavěna roku 1735. Křížová cesta po zrušení poutního místa a kaple císařem Josefem II. zchátrala. Nové kaple byly vybudovány po roce 1900. Kaple na vrcholu je z roku 1847, u ní jsou sochy Panny Marie, Jana Evangelisty a Maří Magdaleny.
V 19. století byla na náměstí postavena empírová budova radnice. V roce 1834 vybudoval u Boberského potoka Leopold Martin léčebné lázně. V roce 1910 byla ve Cvikově vybudována léčebna pro děti nemocné tuberkulózou, v roce 1961 (po ústupu tuberkulózy) bylo zařízení přeměněno na Dětskou léčebnu pro nespecifická onemocnění plic a horních cest dýchacích. V Martinově údolí na severozápadním okraji Cvikova se nachází Léčebna respiračních nemocí pro dospělé.
V období druhé světové války se ve zdejší textilní továrně vyráběly letecké padáky. Poblíž městečka působila odbojová skupina Waltro. Po druhé světové válce bylo z města nuceně vysídleno původní německé obyvatelstvo.

## Přírodní poměry

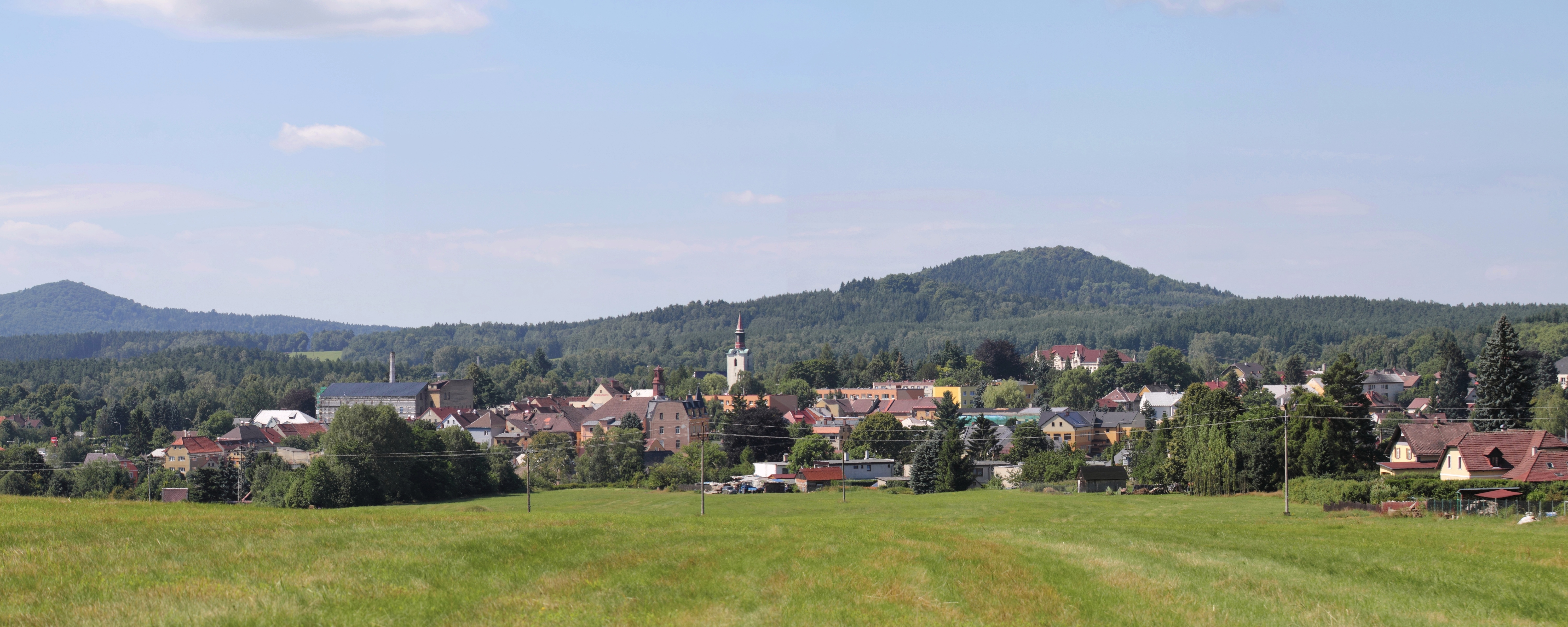
Cvikov od severovýchodu

Město se nachází na Boberském potoce na jihovýchodním úpatí hory Klíč (760 m) a na jižním okraji chráněného území Lužické hory, asi deset kilometrů jihovýchodním směrem od německé Žitavy za hranicemi s německou spolkovou zemí Sasko. Západním směrem leží Údolí samoty na horním toku Dobranovského potoka.
Území Cvikova patří geomorfologicky do rozsáhlé Cvikovské pahorkatiny. Severně od města prochází hranice s Lužickými horami. Přímo na katastru Cvikova se nacházejí kopce Kobyla (625 m), Pařez (532 m), Hrouda (452 m), Bartelův vrch (448 m) Křížový vrch-Kalvárie (443 m), Kamenitý (442 m) a Chudý vrch (434 m).
Sousedními obcemi sídla jsou Zákupy, Velký Valtinov, Sloup v Čechách, Svor, Velenice, Kunratice u Cvikova, Mařenice, Svojkov, Brniště a Radvanec.

## Obecní správa
Cvikov byl v roce 1848 součástí panství Zákupy, jehož formálním vlastníkem byl příslušník habsburské císařské rodiny Leopold II. Toskánský. Panství Zákupy náleželo pod kraj Mladá Boleslav.
Po zrušení poddanství a v důsledku revolučních událostí roku 1848 došlo v Rakousko-Uhersku k radikálním změnám státní správy. Byla zrušena panství šlechty, ustanoveny během roku 1850 nové kraje, politické a soudní okresy. Po reformě byl utvořen Českolipský kraj s deseti politickými okresy. Cvikov byl zařazen do okresu Česká Lípa. Zároveň byl vytvořen soudní okres Cvikov, který podléhal krajskému soudu v České Lípě.
Při další státní reformě byl roku 1855 Českolipský kraj zrušen a byly ustaveny jiné kraje. Okres Česká Lípa, kam Cvikov i nadále patřil, se stal součástí Litoměřického kraje.
V roce 1862 byly zcela zrušeny kraje a poté řada politických okresů. Cvikov i jeho soudní okres byly přeřazeny pod okresní hejtmanství Jablonné v Podještědí. Tento stav s menšími úpravami zůstal do roku 1918.

### Místní části

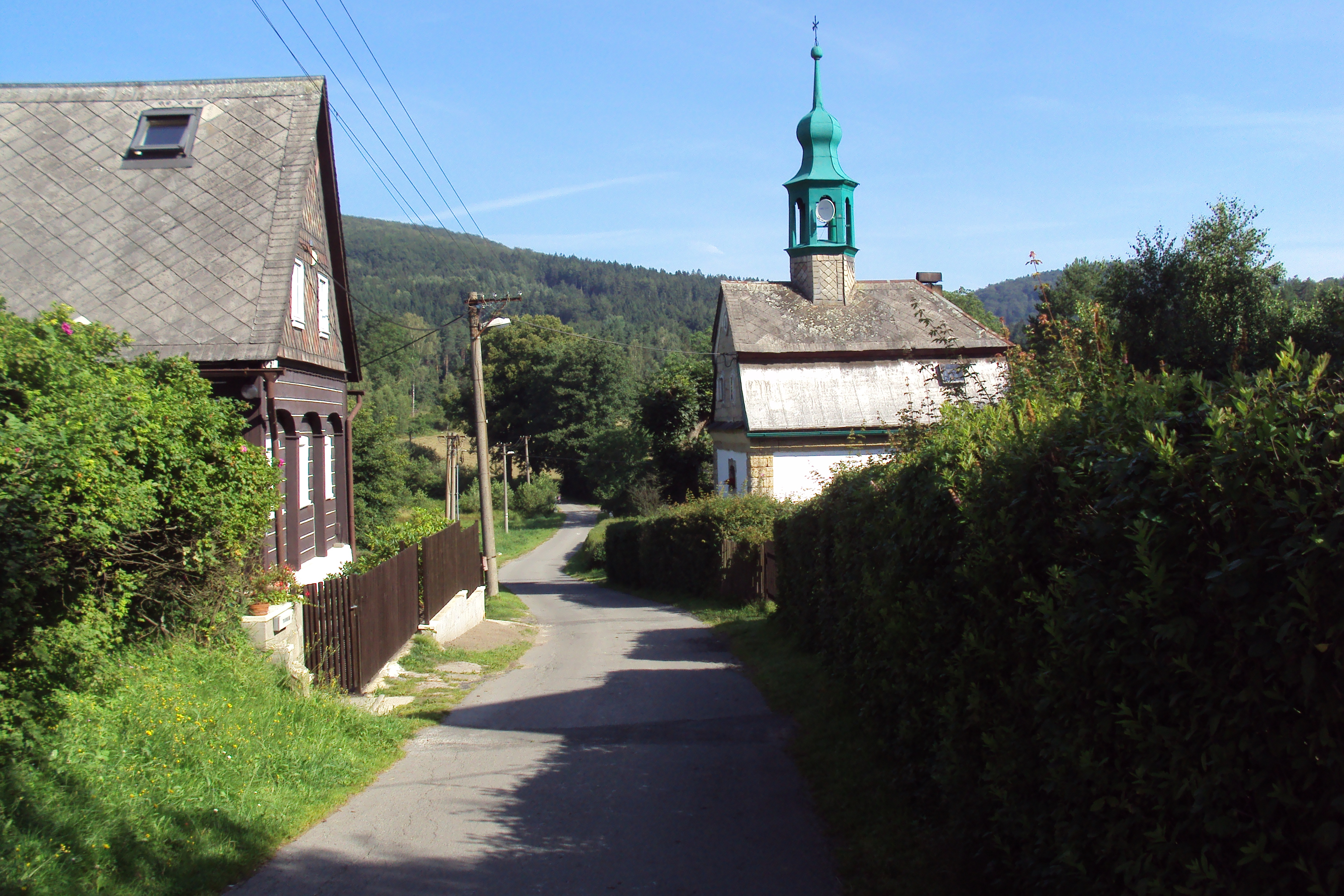
Kaple svaté Anny Samotřetí v Naději

- Cvikov I
- Cvikov II
- Drnovec
- Lindava
- Naděje
- Svitava
- Trávník
- Záhořín

Od 1. ledna 1981 do 30. června 1990 k městu patřily i Kunratice u Cvikova.

### Znak a vlajka
Město má znak původem již z první poloviny 16. století (asi z roku 1526). Návrh na vzhled praporu zpracoval Jaroslav Kluch, byl projednán v Městském zastupitelstvu 8. dubna 1993, v listopadu 1993 byl posouzen Podvýborem pro heraldiku a vexilologii PS PČR a 5. května 1994 prapor městu udělil předseda Poslanecké sněmovny.

## Hospodářství

### Pivovar

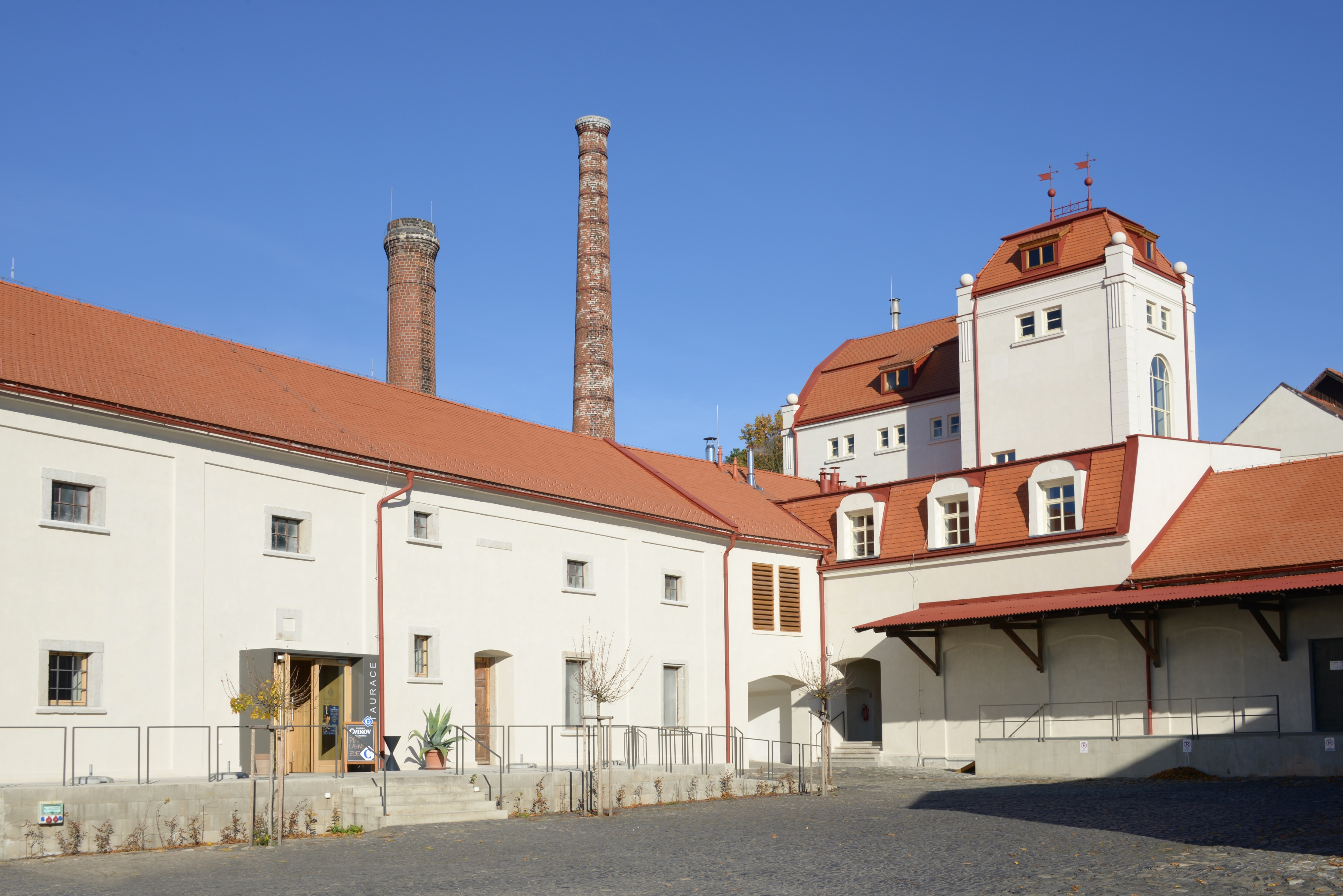
Cvikovský pivovar

Rozsáhlý areál cvikovského pivovaru byl v provozu do roku 1968. V roce 2013 jej koupil soukromý podnikatel s cílem jeho provoz obnovit. Od roku 2014 je v provozu restaurace Sladovna a pivovar produkuje piva Sklář, Luž a Klíč.

### Státní statek Cvikov
Státní statek Cvikov hospodařil v pohraniční oblasti severočeského kraje zhruba na polovině okresu Česká Lípa a po poslední reorganizaci činila jeho rozloha 14 000 hektarů zemědělské půdy, z toho 9 200 hektarů půdy orné. Funkčně byl rozdělen do šesti hospodářství a do šesti pomocných provozů (tři střediska dopravy, tři střediska dopravy a zpracovatelské činnosti).

## Doprava
Město leží na silnici I/13, která vede z Liberce do Děčína a dále přes Ústí nad Labem a Teplice do Karlových Varů, poblíž jejího křížení se silnicí I/9 Praha – Česká Lípa – Rumburk.
Veřejnou dopravu zajišťuje několik autobusových linek, zejména do Nového Boru, České Lípy a Liberce; několik dálkových spojů jezdí i do Ústí nad Labem.
V letech 1886/1905 – 1973/1986 byla v provozu Železniční trať Svor – Jablonné v Podještědí, naposledy v jízdním řádu pro cestující označená jako trať 8n, zrušená pro nevhodné trasování a nízké využití. Koleje jsou zde zrušeny a nádražní budovy využity k jiným účelům.

## Společnost

### Hotel Sever

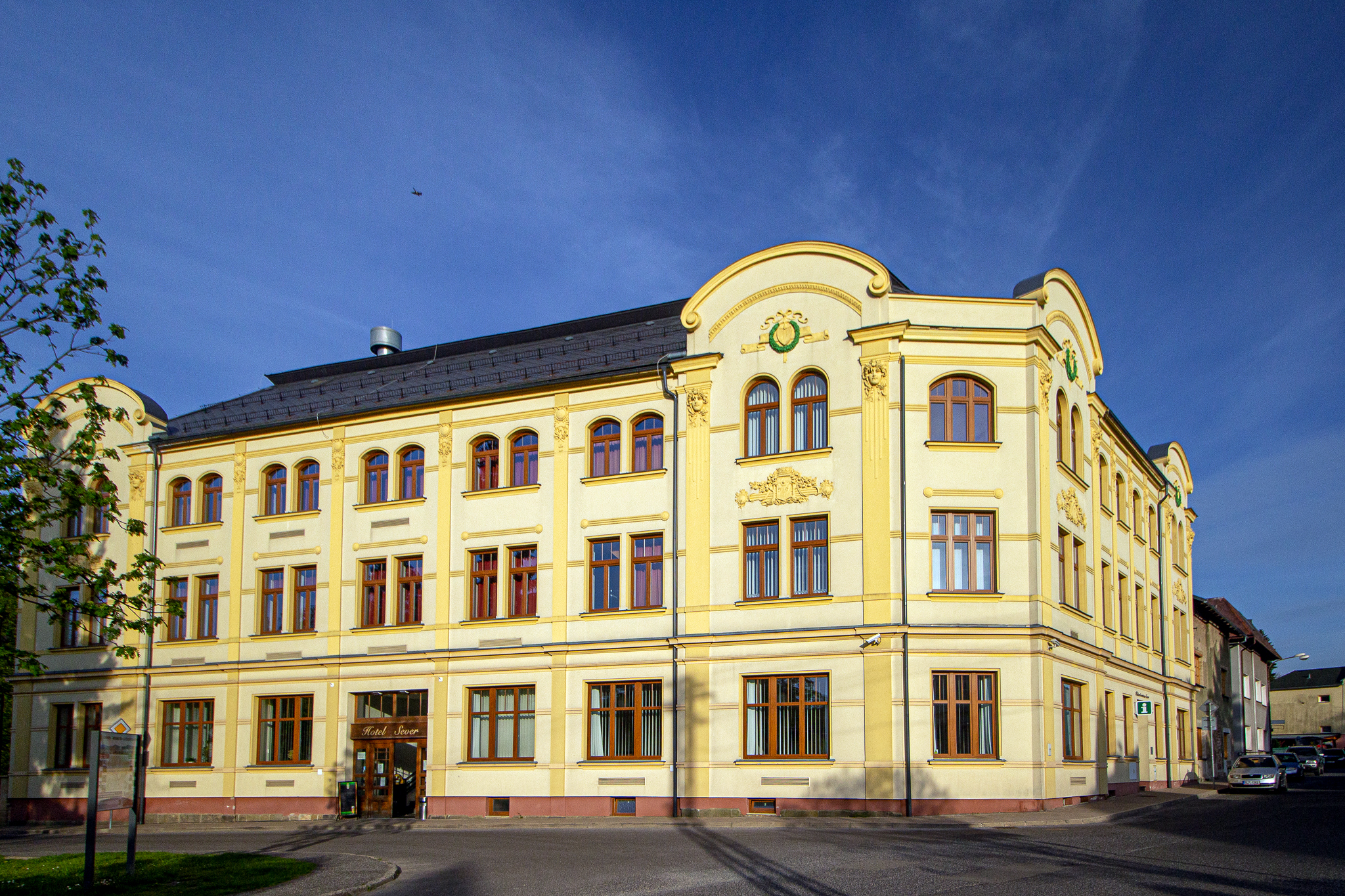
Hotel Sever ve Cvikově II

Město s pomocí dotace evropských fondů zrenovovalo v roce 2011 secesní budovu hotelu postaveného před 110 roky. Hotel se jmenoval v minulosti Říšský dvůr a Stalingrad. V roce 1942 zde přednášel Konrad Henlein. Po válce byl hotel byl místem tanečních zábav. Do roku 1992 jej provozovaly Restaurace a jídelny Česká Lípa, později začal chátrat a uvažovalo se o jeho demolici. Roku 2006 jej město koupilo za 1,3 milionů Kč a s pomocí dotací jej za 62 milionů Kč zrenovovalo. Nyní je zde multifunkční zařízení v Žitavské ulici 132 se sálem pro 300 osob, galerií a centrem "Sever" pro místní spolky.

### Sport
Fotbalový A tým mužů hrál v sezóně 2013/2014 době I. A třídu Libereckého kraje, fotbalový B tým II. třídu okresu Česká Lípa (okresní přebor).
Město je spojeno s Novým Borem a Jablonným v Podještědí zeleně značenou turistickou trasou, s Českou Lípou modře značenou turistickou trasou. Modře a žlutě značená trasa vede turisty do Lužických hor. Žlutý místní okruh vede turistu přes skalní divadlo a Schillerovu vyhlídku kolem Zeleného vrchu.

## Pamětihodnosti

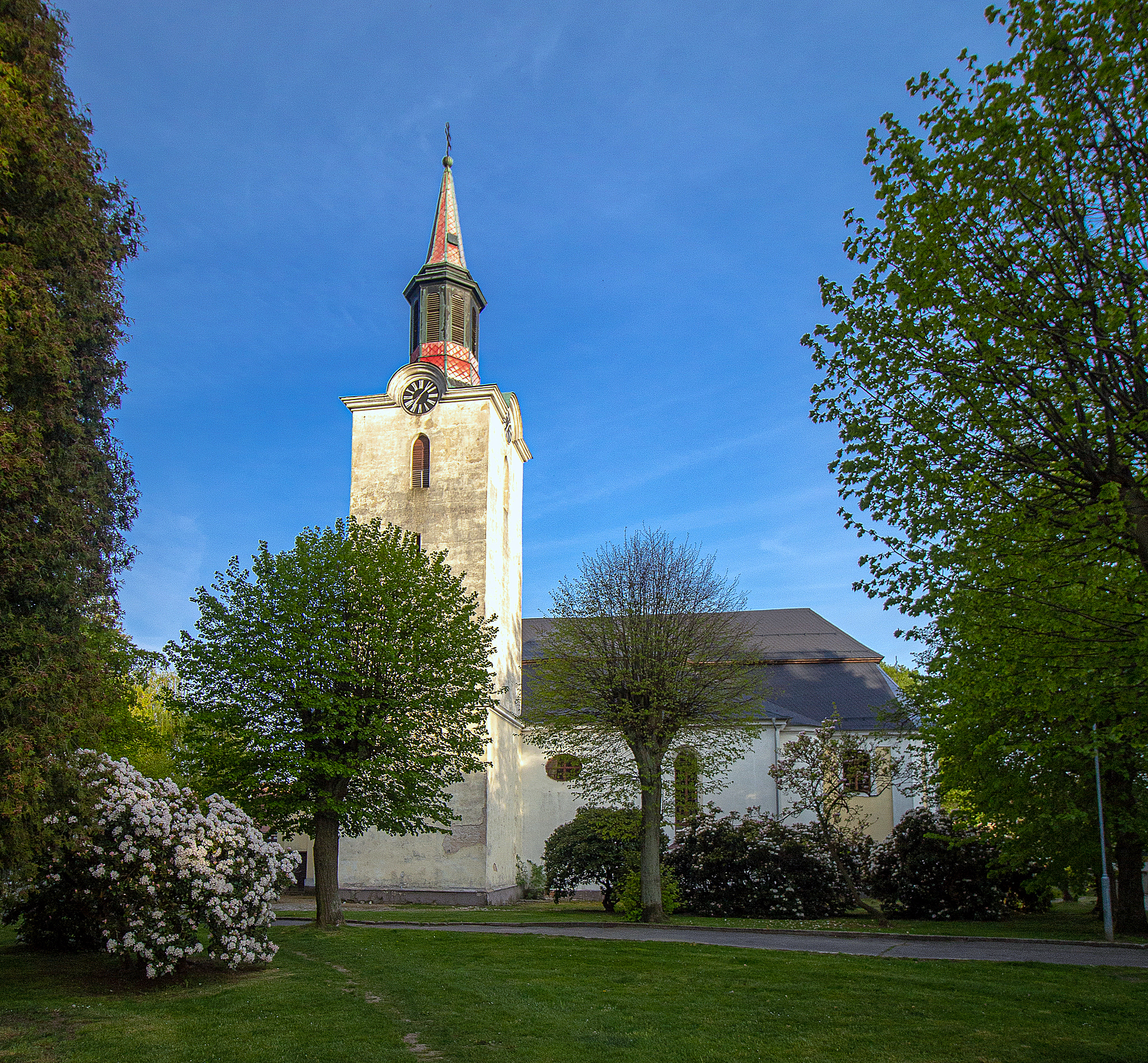
Kostel svaté Alžběty Uherské

- Farní kostel svaté Alžběty Uherské – farnost z 14. století
- Raně barokní morový sloup u kostela z roku 1697, ozdoben soškami svatého Šebestiána, Jana Evangelisty a svatého Václava
- Kopec Křížový vrch-Kalvárie se čtrnácti kaplemi křížové cesty, zrenovovanými v roce 1991
- Domy z 19. století v Žitavské ulici
- Severozápadně od města se dochovaly nepatrné pozůstatky Rousínovského hrádku.[19]

## Osobnosti
- Optatus Paul (1746–1819), 43. opat kláštera Neuzelle 1803–1817
- Anton Günther (1783–1863), narozen v Lindavě, filozof a teolog
- Theodor Grohmann (1844–1919), významný průmyslník a filantrop
- Heinrich Schiffner (1853–1938), česko-německý varhanář
- Karl Kreibich (1883–1966), československý politik, novinář, spisovatel a diplomat
- Franz Winkler (1890–1945), rakouský politik, vicekancléř a ministr vnitra
- Reinfried Pohl (1928–2014), podnikatel a miliardář, zakladatel finanční společnosti Deutsche Vermögensberatung AG
- Heinrich Vogel (1932–1977), německý marxistický filozof
- Anton Horn (1940–2004), lékař